# Yacine Bezzaz
Yacine Bezzaz (Grarem Gouga, 22 de fevereiro de 1985) é um futebolista profissional argelino que atua como meia.

## Carreira
Yacine Bezzaz representou o elenco da Seleção Argelina de Futebol no Campeonato Africano das Nações de 2013.